# Schwarzach am Main
Pour les articles homonymes, voir Schwarzach.
Schwarzach am Main est une commune de Bavière (Allemagne), située dans l'arrondissement de Kitzingen, dans le district de Basse-Franconie. Elle est connue pour son abbaye de Münsterschwarzach.

## Politique et administration

### Jumelages
Schwarzach am Main est jumelée avec:
- La Chapelle-en-Serval (France) depuis 2016

## Personnalités liées à la ville
- Hermann Ier de Bamberg, évêque mort à l'abbaye de Münsterschwarzach